# Fiódor Xaliapin
Fiódor Xaliapin (rus: Фёдор Ива́нович Шаля́пин)  (Lisitsyn-Emelin House, 1 de febrer de 1873 (Julià) - París, 12 d'abril de 1938), fou un cantant d'òpera i cambra rus (baix alt), que en diversos moments va ser solista als teatres Bolxoi i Mariinski, així com al Metropolitan Opera House de Nova York.
El primer artista popular de la República (1918-1927, el títol va ser retornat el 1991, el 1918-1921 - director artístic del Teatre Mariinsky. Es va guanyar una reputació com a artista que va combinar en el seu treball "musicalitat innata, habilitats vocals brillants i habilitats d'actuació extraordinàries". Va tenir una gran influència en l'òpera mundial. En diferents moments es va dedicar a la pintura, el gràfic, l'escultura i va actuar en pel·lícules. Escriptor-memorista.

## Biografia

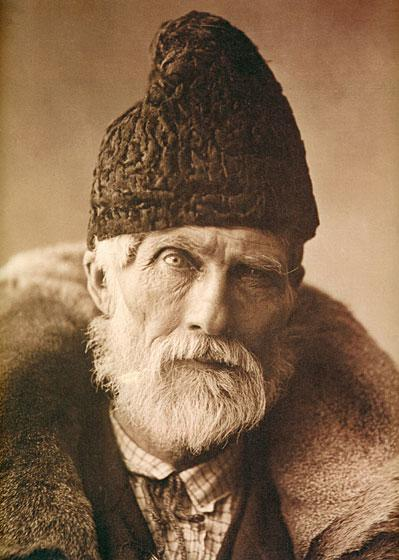
Ivan Iàkovlevitx Xaliapin el pare de Feodor

Xaliapin era fill del camperol Ivan Yakovlevich Chaliapin (1838-1901), destinat al poble de Syrtsevy al volost de Vozhgal del districte de Vyatka de la província de Vyatka. La mare de Shalyapin, Evdokia Mikhailovna (nascuda Prozorova, 1845-1891 era una camperola del poble de Dudinskaya, Kumenskaya volost, província de Vyatka. Ivan Yakovlevich i Evdokia Mikhailovna es van casar el 27 de gener de 1863 a l'església de la Transfiguració del poble de Vozhgaly. A la recerca d'ingressos, els Chaliapin es traslladaven sovint i des de 1872 vivien a Kazan, al poble d'Ometyevo, a Sukonnaya Sloboda i a Tatarskaya Sloboda. Ivan Yakovlevich va exercir com a escriba al govern zemstvo del districte de Kazan. A Kazan, a l'ala de la casa del comerciant Lisitsyn, l'1 de febrer de 1873 va néixer el futur cantant. De petit, Fiodor era cantant en un cor de l'església. Quan era nen, va ser enviat a estudiar de sabater amb N.A. Tonkov, després amb V.A. Va rebre la seva educació primària a l'escola privada de Vedernikova, després va estudiar a la quarta escola parroquial de Kazan i més tard a l'escola primària de dues classes de la sisena ciutat. De 1876 a 77 la família Chaliapin va viure al poble de Koshchakovo, districte de Kazan. El maig de 1885, Chaliapin es va graduar a la universitat, rebent la nota més alta. El mateix any, el pare de Fyodor va organitzar que es convertís en estudiant de l'escola professional recentment oberta a Arsk.
| « | "Vaig pensar", va recordar Chaliapin, "que anava a un país preciós, i em vaig alegrar tranquil·lament d'abandonar Sukonnaya Sloboda, on la vida se'm feia cada cop més difícil". | » |

## Inici de la carrera
El mateix Chaliapin va considerar que l'inici de la seva carrera artística era l'any 1889, quan es va unir a la companyia de teatre de Vasily Serebryakov com a figurant. El 29 de març de 1890, va tenir lloc la primera actuació de Chaliapin: va interpretar el paper de Zaretsky a l'òpera de Piotr Ilitx Txaikovski Eugene Onegin posada en escena per la Societat Kazan dels Amants de l'Art Escènic. Durant el maig i principis de juny de 1890, Chaliapin va ser membre del cor de la companyia d'opereta de Serebryakov.
El 19 de setembre de 1890 es va traslladar de Kazan a Ufa i va començar a treballar en el cor d'una companyia d'opereta sota la direcció de Semyon Semyonov-Samarsky. Va rebre el paper en solitari de Stolnik a l'òpera Halka de Stanisław Moniuszko, en substitució d'un cantant malalt. Aquest debut va portar a Chaliapin, de 17 anys, a qui de tant en tant se li van assignar petits papers d'òpera, per exemple, Ferrando a Il trovatore. Un cop Chaliapin va caure a l'escenari, assegut davant d'una cadira des d'aleshores, durant tota la seva vida va mirar vigilant les cadires de l'escenari, per por de tornar a caure.
L'any següent va actuar com el Desconegut a La tomba d'Askold d'Alexei Verstovsky. Se li va oferir una plaça a la zemstvo d'Ufa, però l'aspirant a cantant es va unir a la tropa ucraïnesa de Georgy Derkach que va arribar a Ufa. Viatjar amb ella el va portar a Tiflis, on primer va aconseguir prendre la seva veu seriosament gràcies al cantant Dmitry Usatov. Usatov no només va aprovar la veu de Chaliapin, sinó que, a causa de la manca de recursos econòmics d'aquest últim, va començar a donar-li classes de cant gratuïtament i en general va tenir una gran part de la seva vida. També va organitzar que Chaliapin s'unís a l'òpera de Tiflis de Viktor Ludvigov-Forcatti i Vladimir Lyubimov. Chaliapin va viure a Tiflis durant un any, interpretant les primeres parts de baix de l'òpera.
El 1893 es va traslladar a Moscou, i el 1894 a Sant Petersburg, on va cantar a L'Arcadia in Brenta a la companyia d'òpera de Mikhail Lentovski. L'hivern de 1894-1895 va actuar en una companyia d'òpera al Teatre Panaevsky, a la companyia d'Ivan Zazulin. La bella veu de l'aspirant artista i, en particular, la seva expressiva recitació musical, juntament amb la seva interpretació veraç, van cridar cap a ell l'atenció de la crítica i del públic. El 1895, Chaliapin va ser acceptat per la direcció dels Teatres Imperials a la Troupe d'Òpera de Sant Petersburg. A l'escenari del Teatre Mariinsky va cantar amb èxit els papers de Mefistòfeles del Faust de Charles Gounod i Ruslan a Ruslan i Liudmila de Mikhail Glinka. El talent variat de Chaliapin també es va expressar a l'òpera còmica de Domenico Cimarosa, Il matrimonio segreto, però no es va apreciar adequadament. Durant la temporada 1895-1896, va aparèixer molt poques vegades i, a més, en festes que no li corresponien.

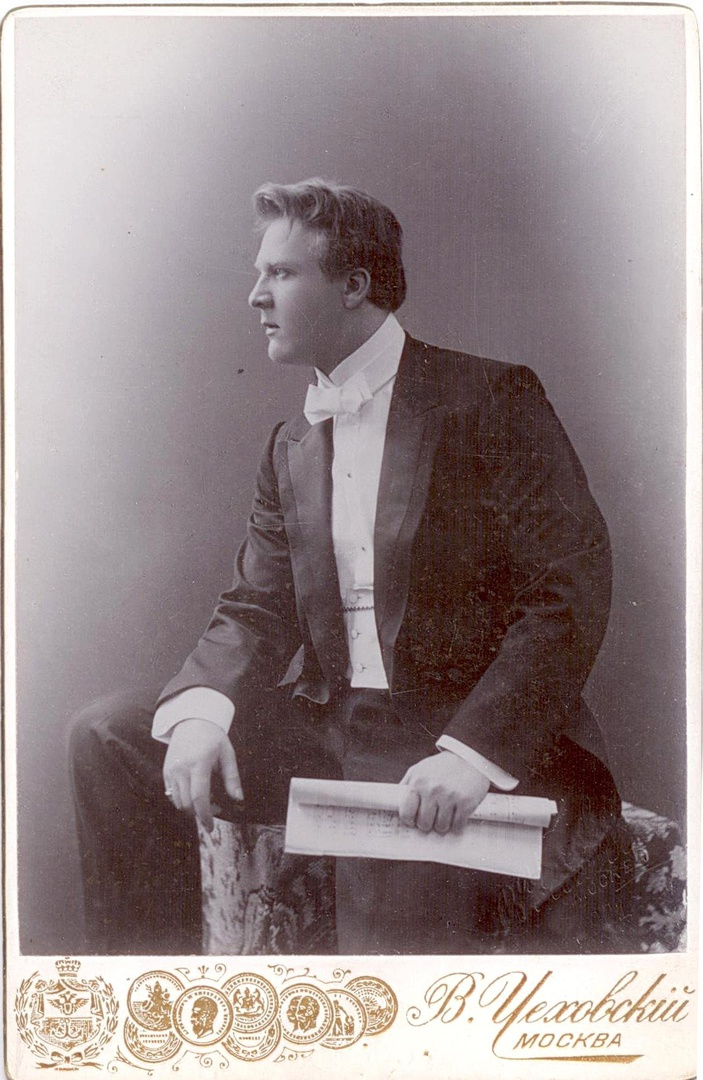
Feodor Chaliapin el 1901

## Òpera Mamontov
El filantrop Savva Mamontov, que en aquell moment regentava un teatre d'òpera a Moscou, va notar el talent excepcional de Chaliapin i el va persuadir d'unir-se a la seva companyia. Chaliapin va cantar a l'"Òpera Russa Privada" de Mamontov el 1896-1899, i durant aquestes quatre temporades va guanyar gran fama. Aquí es va desenvolupar artísticament i va desenvolupar el seu talent escènic, interpretant diversos papers en solitari. Gràcies a la seva subtil comprensió de la música russa en general i de la música moderna en particular, va crear individualment i profundament amb sinceritat una sèrie d'imatges significatives en obres de compositors russos com Pskovitianka (també anomenada Ivan el Terrible), Sadko (El convidat varang) i (Salieri) a Motsart i Saleri de Nikolai Rimski-Kórsakov; "Sirena" (Melnik) d'Aleksandr Dargomijski; Ivan Susanin a Una vida pel tsar de Mikhaïl Glinka; Boris Godunov a Borís Godunov i Dosifei a Khovànsxina de Modest Mússorgski. Paral·lelament, també va treballar en papers en òperes estrangeres; Així, el paper de Mefistòfeles a l'òpera "Faust" de C. Gounod va rebre una cobertura brillant, forta i original a la seva emissió.

Mamontov, donant carta blanca a Chaliapin, va ajudar el cantant a revelar el seu talent. El mateix Chaliapin va recordar més tard; S.I. Mamontov em va dir:
| « | "- Fedenka, pots fer el que vulguis en aquest teatre! Si necessiteu disfresses, digueu-m'ho i hi haurà disfresses. Si hem de posar en escena una òpera nova, posarem en escena una òpera! Tot això em va vestir l'ànima amb roba de festa, i per primera vegada a la meva vida em vaig sentir lliure, fort, capaç de vèncer tots els obstacles." | » |

En el seu llibre autobiogràfic "Màscara i ànima", Chaliapin caracteritza aquests anys de la seva vida creativa com els més importants:
| « | "De Mamontov vaig rebre el repertori que em va donar l'oportunitat de desenvolupar tots els trets principals de la meva naturalesa artística, el meu temperament". | » |

## La creativitat floreix

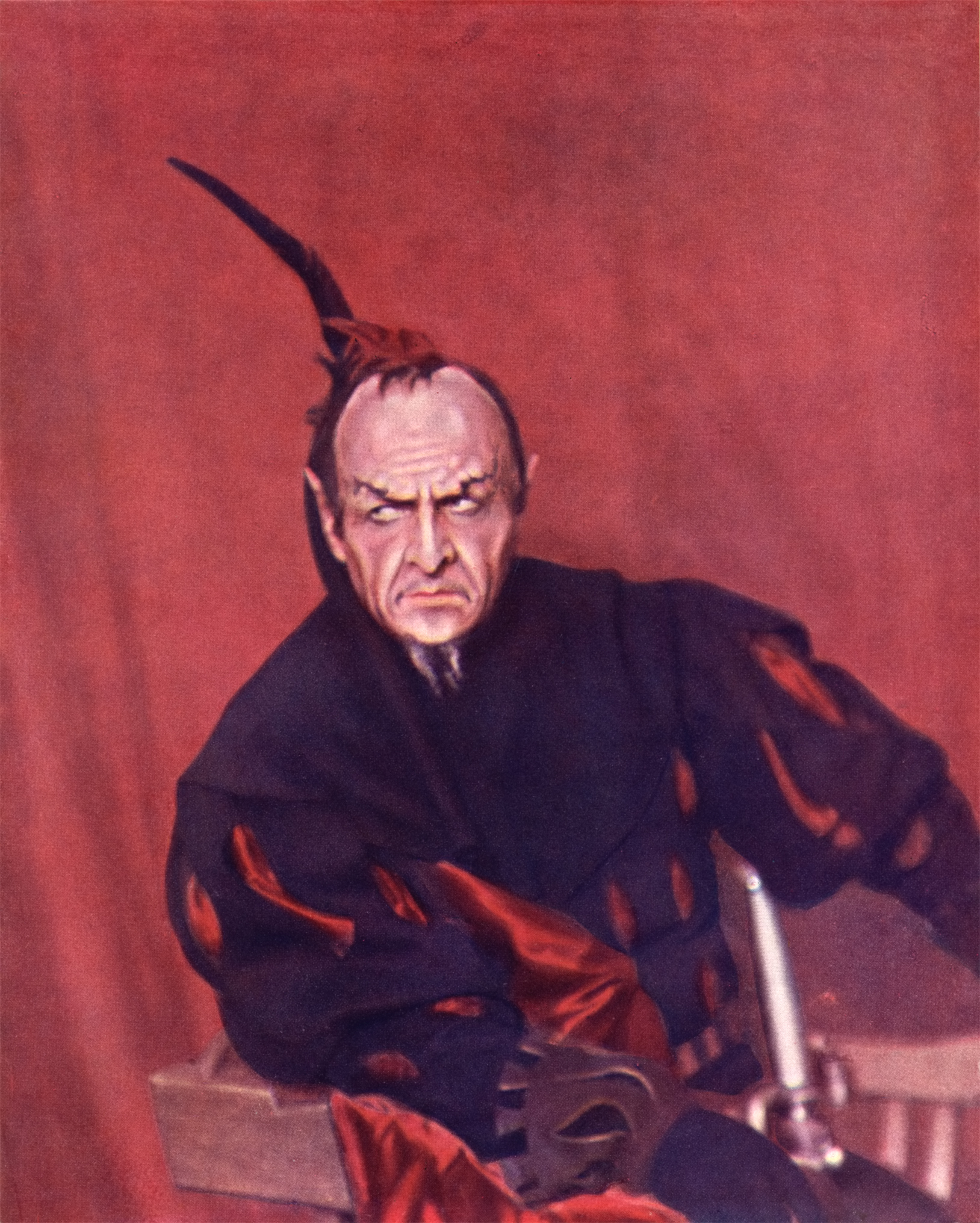
Chaliapin a la imatge de Mefistòfeles (fotografia de S. M. Prokudin-Gorsky, 1915)

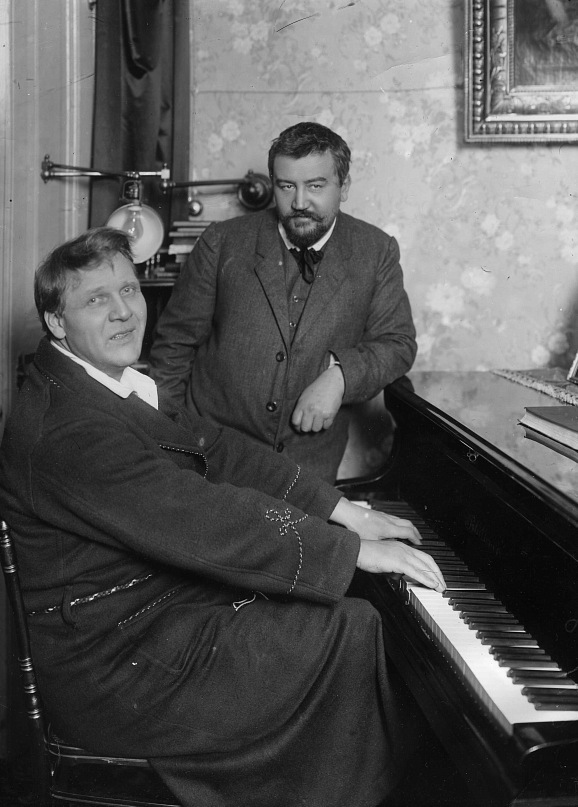
A. I. Kuprin i F. I. Shalyapin. Petersburg. 1911

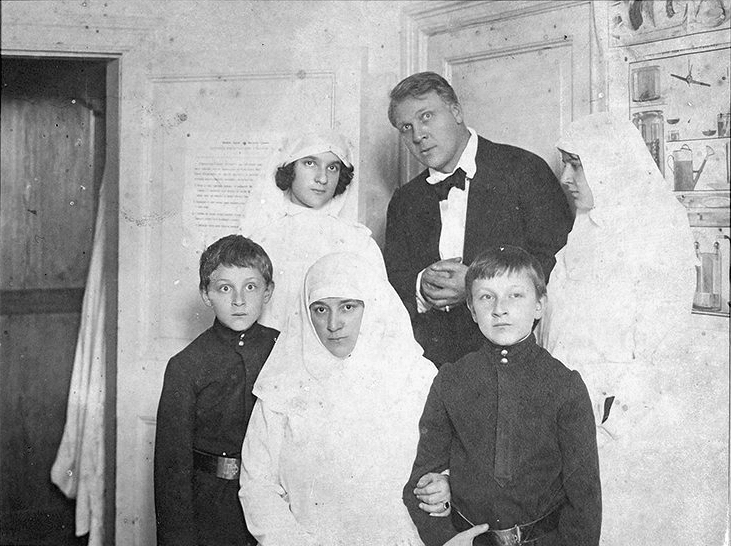
F. I. Chaliapin amb la seva família en un hospital militar durant la Primera Guerra Mundial, 1915

El 1899, Chaliapin va tornar a entrar al servei dels Teatres Imperials, aquesta vegada va cantar a Moscou, al Teatre Bolxoi, on va tenir un gran èxit. Les actuacions de la gira de Chaliapin a l'escenari imperial Mariinsky van constituir una mena d'esdeveniment en el món musical de Sant Petersburg. El 1901, Chaliapin va fer 10 funcions al teatre La Scala de Milà: la seva actuació en el paper principal de l'òpera "Mefistòfeles" d'Arrigo Boito va ser molt elogiada.
Durant la revolució de 1905, donà els ingressos de les seves actuacions als treballadors. Les seves actuacions amb cançons populars ("Dubinushka" i altres) de vegades es van convertir en manifestacions polítiques. El 1907-1908 va fer una gira pels EUA i l'Argentina.
Des de 1914, va actuar a les companyies privades d'òpera de S. I. Zimin a Moscou i A. R. Aksarin a Petrograd.
El 1915, Chaliapin va debutar al cinema: va interpretar el paper d'Ivan el Terrible en el drama històric de la pel·lícula "Царь Иван Васильевич Грозный" (basat en el drama de Lev Mey "La dona de Pskov").
L'any 1917, durant la producció de l'òpera Don Carlos de G. Verdi al Teatre Bolxoi, Chaliapin va actuar no només com a cantant, interpretant el paper de Felip, sinó també com a director. La seva següent experiència com a director va ser la producció de l'òpera Rusalka de Aleksandr Dargomijski. Ell va triar la jove cantant Xenia Derjinskaïa per al paper principal.

Durant la Primera Guerra Mundial, el cantant va obrir dos hospitals per a soldats ferits amb fons propis, sense avisar al públic sobre la seva caritat. L'advocat M.F. Volkenshtein (va gestionar els assumptes financers de Chaliapin durant molts anys) va recordar:
| « | "Si sabessin quants diners de Chaliapin van passar per les meves mans per ajudar els que ho necessitaven!". | » |

## Període revolucionari
Des de 1918, Chaliapin va ser el director artístic de l'antic Teatre Mariinsky.
L'octubre de 1918, volent remarcar el paper especial de Chaliapin en la societat, el comissari d'Educació del Poble de la RSFSR Anatoli Lunatxarski, durant l'entreacte posterior al primer acte de l'òpera El barber de Sevilla a l'escenari del Teatre Mariinsky, públicament, va felicitar a Fiodor Ivanovich per haver rebut el títol d'"Artista del Poble". Un mes més tard, el 13 de novembre de 1918, el Consell de Comissaris del Poble de la Unió de Comunes de la Regió del Nord va emetre una resolució amb la frase: "en commemoració dels serveis a l'art rus, un nadiu de gran talent del poble, l'artista de l'Òpera Estatal de Petrograd, Fiódor Ivanovich Chaliapin, hauria de rebre el títol d'Artista del Poble". Tres dies després, la reunió general d'artistes solistes del teatre va concedir a Chaliapin el títol d'Artista Honorat dels Teatres Estatals.

## A l'exili

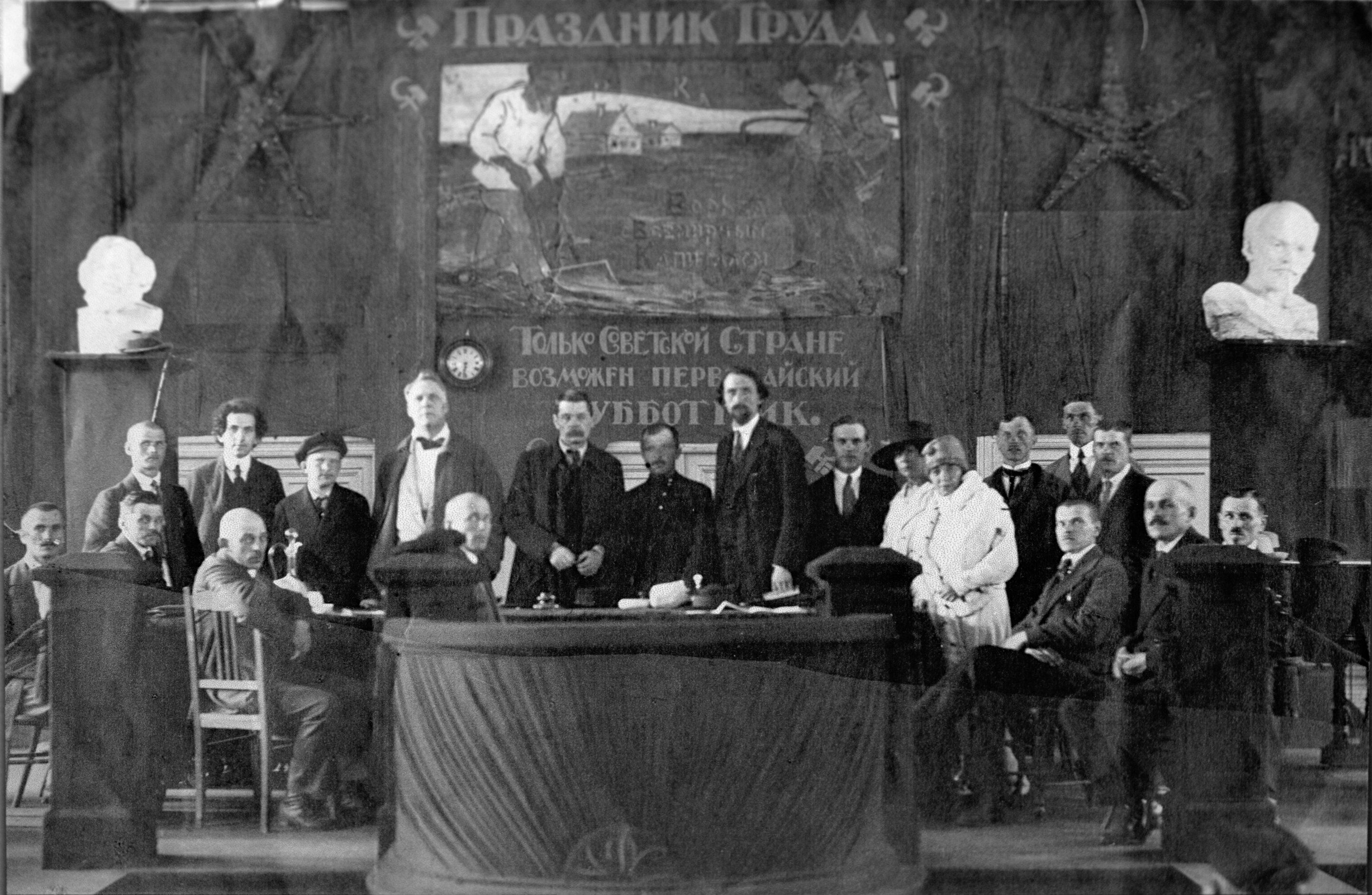
Chaliapin i Maxim Gorki presidint de la reunió cerimonial dedicada a la celebració de l'1 de maig a Petrograd (1920)

Des de juliol de 1922, Chaliapin va estar de gira a l'estranger, en particular als EUA, on el seu empresari nord-americà era Solomon Yurok. El cantant va marxar amb la seva segona dona, Maria Valentinovna. La seva llarga absència va despertar recels i actituds negatives a la Rússia soviètica; Així, el 1926, Vladímir Maiakovski va escriure a la seva “Carta a Gorki”:
| « | O viure per tu com viu Chaliapin, esquitxat d'aplaudiments perfumats? Torna ara tal artista l'esquena a rubles russos - Seré el primer a cridar: -Fes marxa enrere, Artista popular de la República! | » |

El 1927, Chaliapin va donar els ingressos d'un dels seus concerts als fills dels emigrants, que es va presentar el 31 de maig de 1927 a la revista "RABIS" (l'òrgan imprès del Comitè Central del Sindicat d'Artistes de tota Rússia) per un tal S. Simon com a suport de la Guàrdia Blanca. En números posteriors, apareixien regularment notes de condemna similars, i aviat, el 21 de juny de 1927, s'hi va publicar una resolució de CEKRABIS amb una proposta per privar a Fiódor Chaliapin del títol d'Artista Popular de la República. Aquesta història va ser escrita amb detall a l'autobiografia de Chaliapin "Màscara i ànima". El 24 d'agost de 1927, per una resolució del Consell de Comissaris del Poble de la RSFSR, va ser privat del títol d'Artista del Poble i del dret a tornar a l'URSS. Aquesta decisió es va justificar pel fet que no volia tornar a Rússia o, segons altres fonts, pel fet que suposadament donava diners a emigrants monàrquics.

El Comitè Central del PCUS i el Consell Suprem de la RSFSR el 1956 van considerar "Propostes per restaurar pòstumament el títol d'Artista Popular de la República a F. I. Chaliapin", però no van ser acceptades. El decret de 1927 va ser derogat 53 anys després de la mort del cantant. El 10 de juny de 1991, el Consell de Ministres de la RSFSR va adoptar la Resolució núm. 317, que prescriu:
| « | "Cancel·lar la resolució del Consell de Comissaris del Poble de la RSFSR de data 24 d'agost de 1927 "Sobre la privació de F. I. Chaliapin del títol d'"Artista del Poble"" com a infundada." | » |

A finals de l'estiu de 1932, Chaliapin va protagonitzar pel·lícules, interpretant el paper principal a la pel·lícula de Georg Wilhelm Pabst "Les aventures del Quixot" basada en la novel·la homònima de Cervantes. La pel·lícula es va rodar en dos idiomes alhora: anglès i francès, amb dos repartiments. La música de la pel·lícula va ser escrita per Jacques Ibert, i el rodatge d'ubicacions va tenir lloc prop de Niça. El 1935-1936, Chaliapin, juntament amb l'acompanyant Georges de Godzinsky, van fer la seva darrera gira: a l'Extrem Orient. Va fer 57 concerts a Manxúria, Xina i Japó.
A la primavera de 1937, Chaliapin va ser diagnosticat amb leucèmia. El 12 d'abril de 1938, als 66 anys, va morir a París als braços de la seva dona.
El 14 d'abril, el diari Izvéstia, al costat d'un missatge telegràfic sobre la mort de Chaliapin, va publicar una nota condemnant la seva emigració i una valoració despectiva de les activitats de Chaliapin a l'estranger. El text va ser signat per Mark Reizen, però aviat ho va protestar. El 22 d'abril, els editors d'Izvéstia es van disculpar públicament amb Reizen i van donar una explicació: la nota va ser escrita pel membre de la redacció d'Izvéstia A. Efroimson després d'una conversa telefònica amb Reizen, però va resultar que "estava molt distorsionada els pensaments que va expressar en la conversa sobre Chaliapin com a artista”.
Va ser enterrat al cementiri de Batignolles de París (25a Divisió). La inscripció a la làpida diu: "Aquí rau Fiodor Chaliapin, el fill brillant de la terra russa".
Després de negociacions amb el baró Eduard von Falz-Fein i l'escriptor soviètic Yulian Semyonov, Fiódor Fedorovich Chaliapin (junior) va permetre el trasllat de les cendres del seu pare de França a Rússia, que es va anunciar el 24 de desembre de 1982 a Vaduz, a la residència del baró Eduard Falz-Fein. Fein, en presència del propietari i Yulian Semyonov, van elaborar un document corresponent. La cerimònia d'enterrament va tenir lloc al cementiri de Novodevitx a Moscou el 29 d'octubre de 1984 sense la participació de Falz-Fein. El 31 d'octubre de 1986, s'hi va erigir una làpida de l'escultor A. Yeletsky i de l'arquitecte Igor Voskresensky. Després de la mort de Fiódor Fedorovich, el baró va comprar les herències de la família Chaliapin, que van romandre a Roma, i les va donar a la Casa Museu Chaliapin de Sant Petersburg.

## Creació

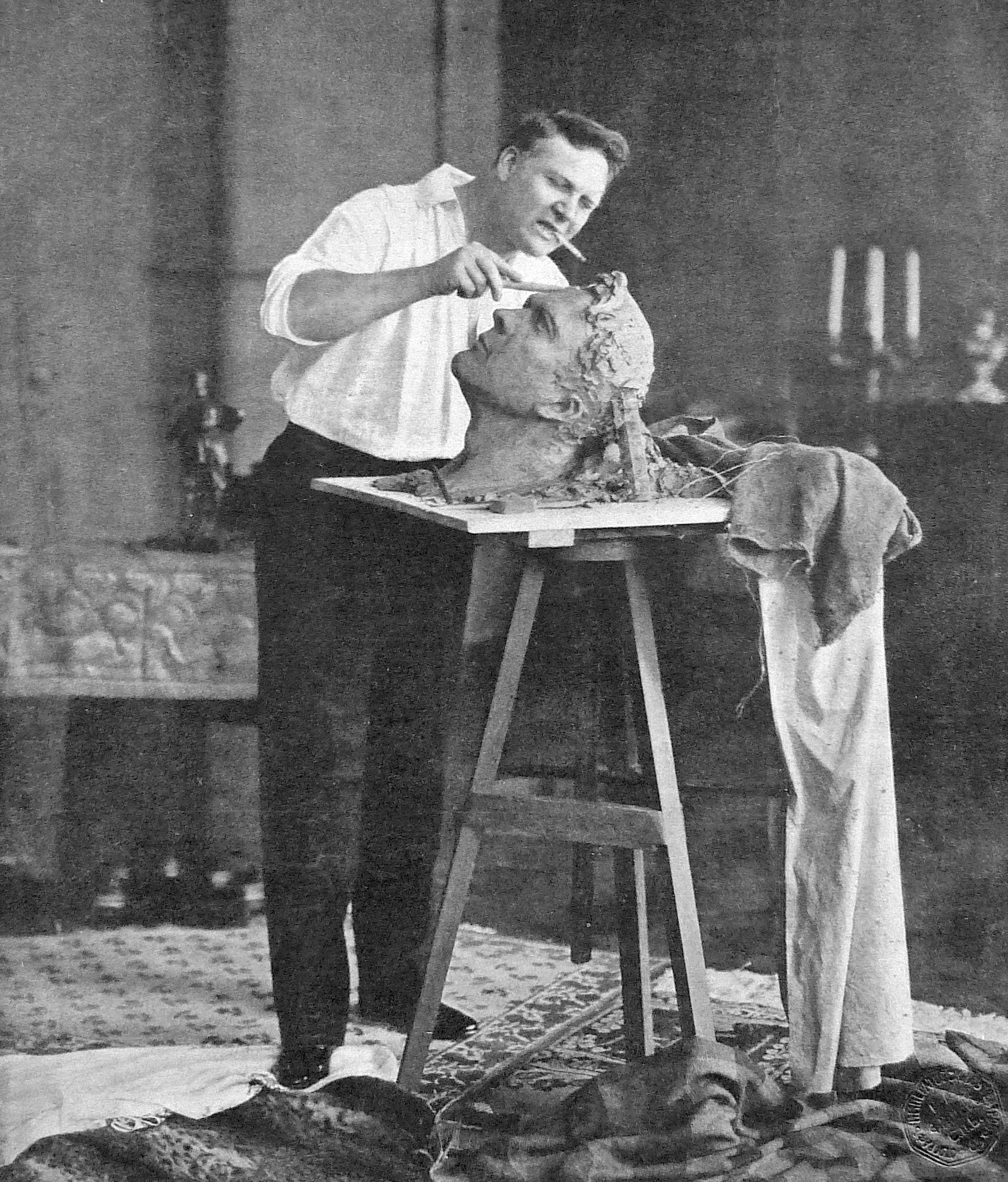
F. I. Chaliapin esculpeix el seu retrat

La veu del cantant és un baix agut (possiblement un baix-baríton) amb un timbre lleuger. Els contemporanis van destacar l'excel·lent dicció del cantant i la seva veu voladora, audible fins i tot als llocs més allunyats de l'escenari.
Segons un punt de vista comú, Chaliapin va guanyar la seva popularitat no tant com a cantant, sinó com a artista destacat, mestre de la suplantació i l'expressió artística. Alt, majestuós, amb trets facials expressius, amb una mirada penetrant, Chaliapin va deixar una impressió indeleble en els seus millors papers tràgics (El moliner de la sirena, Boris Godunov, Mefistòfeles, Don Quixot). Chaliapin va sorprendre el públic amb el seu temperament frenètic, va cantar cada nota, va trobar entonacions molt precises i sinceres per a cada paraula de la cançó i va ser absolutament orgànica i autèntica a l'escenari.
Els companys del cantant en diferents anys van ser Alexander Davydov, Toti Dal Monte, Giuseppe De Luca, Maria Deïcha-Sionitskaïa, Natalia Ermolenko-Yuzhina, Ivan Yershov, Maksimovich Zhuravlenko, Evgenia Zbrueva, Enrico Caruso, Xenia Derjinskaïa, Vladimir Kastorsky, Efrosinia Ivanovna Kuza, Nadezhda Mikhailovna Lanskaia, Lídia Lipkóvskaia, Félia Litvinne, Yevgeniya Mravina, Vasily Rodionovich Petrov, Titta Ruffo, Nadezhda Vasilevna Salina, Tito Schipa, Pyotr Slovtsov, Dmitri Smirnov, Leonid Sobinov, Rosina Storchio, Grigori Petrovich Ugrinovich, Marianna Borisovna Cherkasskaya, Eberle Varvara Apollonovna, Leonid Georgievich Yakovlev, Alexander Shemansky.
El talent de Chaliapin no es limitava a les activitats musicals i d'actuació. Fiodor Chaliapin va ser un pintor notable, es va aprovar en pintura i escultura. S'han conservat molts retrats, autoretrats, dibuixos i caricatures de la seva obra. Va mostrar grans habilitats literàries, mostrant en les seves obres escrites una ment natural plena i àmplia, un extraordinari sentit de l'humor i una observació aguda.
Maxim Gorki va desanimar a Chaliapin de l'activitat política i la pertinença a qualsevol partit polític, creient que no havia de malgastar el seu talent en l'enrenou del partit.

## Papers cinematogràfics
- 1915 - Ivan el Terrible, "Царь Иван Васильевич Грозный"
- 1933 - Don Quixot, "Дон Кихот", [alemany] (director Georg Wilhelm Pabst)

## Vida personal

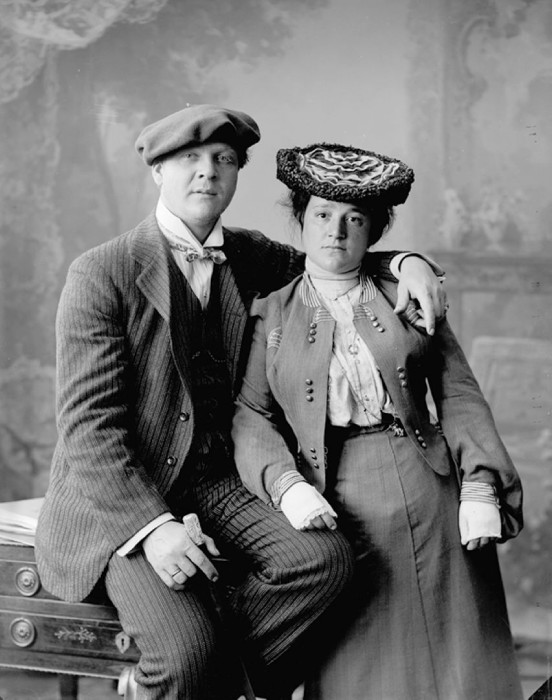
F. jo. Chaliapin i Iola Tornagy

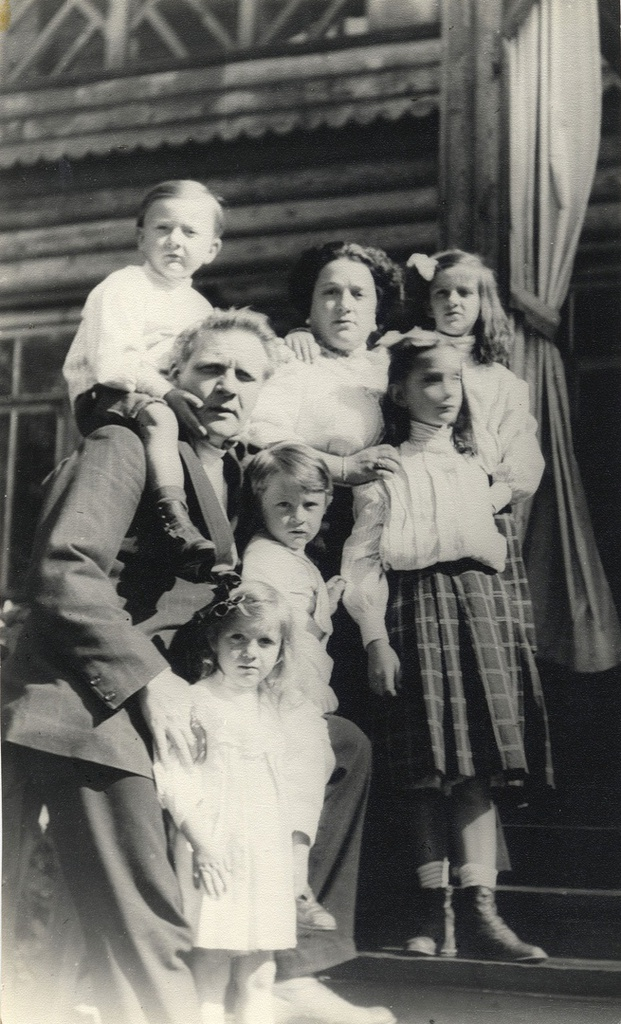
F. I. Chaliapin amb la seva dona Iola i els seus fills (1910)

Xaliapin es va casar dues vegades.Va conèixer la seva primera dona, la ballarina italiana Iola Tornaghi, a Nijni Novgorod. Es van casar a l'església del poble de Gagino l'any 1898. En aquest matrimoni, la parella Chaliapin va tenir sis fills:
- Igor (1899, va morir als 4 anys),
- Irina[31] (1900-1978),
- Lydia (1901−1975,
- Boris (1904-1979), i els bessons Fedor (1905-1992) i Tatyana (1905-1993).[32]

Mentre estava casat, Fyodor Ivanovich es va apropar a Maria Valentinovna Petzold (de soltera Elukhen; 1882-1964), que ja tenia dos fills del seu primer matrimoni. Van tenir tres filles:
- Marfa (1910—2003),
- Marina (1912-2009),
- Dasia (1921-1977).

De fet, Chaliapin tenia una segona família, però el seu primer matrimoni no es va dissoldre. Una família vivia a Moscou, la segona a Petrograd, i no es comunicaven entre ells. El matrimoni de Maria Valentinovna i Chaliapin es va formalitzar en una de les esglésies russes de Praga durant una seva gira en solitari, probablement el 10 de novembre de 1927.
Dels fills de Chaliapin, Marina es la que va viure més temps, que va morir als 98 anys.

## Premis
- 1902 - Ordre de l'Estrella d'Or, III grau (Emirat de Bukhara).
- 1907 - Creu d'or de l'àguila prusiana.
- 1908 - Cavaller de la Legió d'Honor
- 1910 - títol de Solista de Sa Majestat (Rússia).
- 1912 - títol de solista de Sa Majestat el Rei italià.
- 1913 - títol de solista de Sa Majestat el Rei d'Anglaterra.
- 1914 - Ordre anglesa de serveis especials en l'àmbit de l'art.
- 1914 - Orde de Sant Estanislau, III grau (Rússia).
- 1916 - oficial de la Legió d'Honor
- 1918 - títol d'Artista Popular de la República (atorgat per primera vegada).
- 1934 - Comandant de la Legió d'Honor (França).

## Llocs on va viure
A Kazan

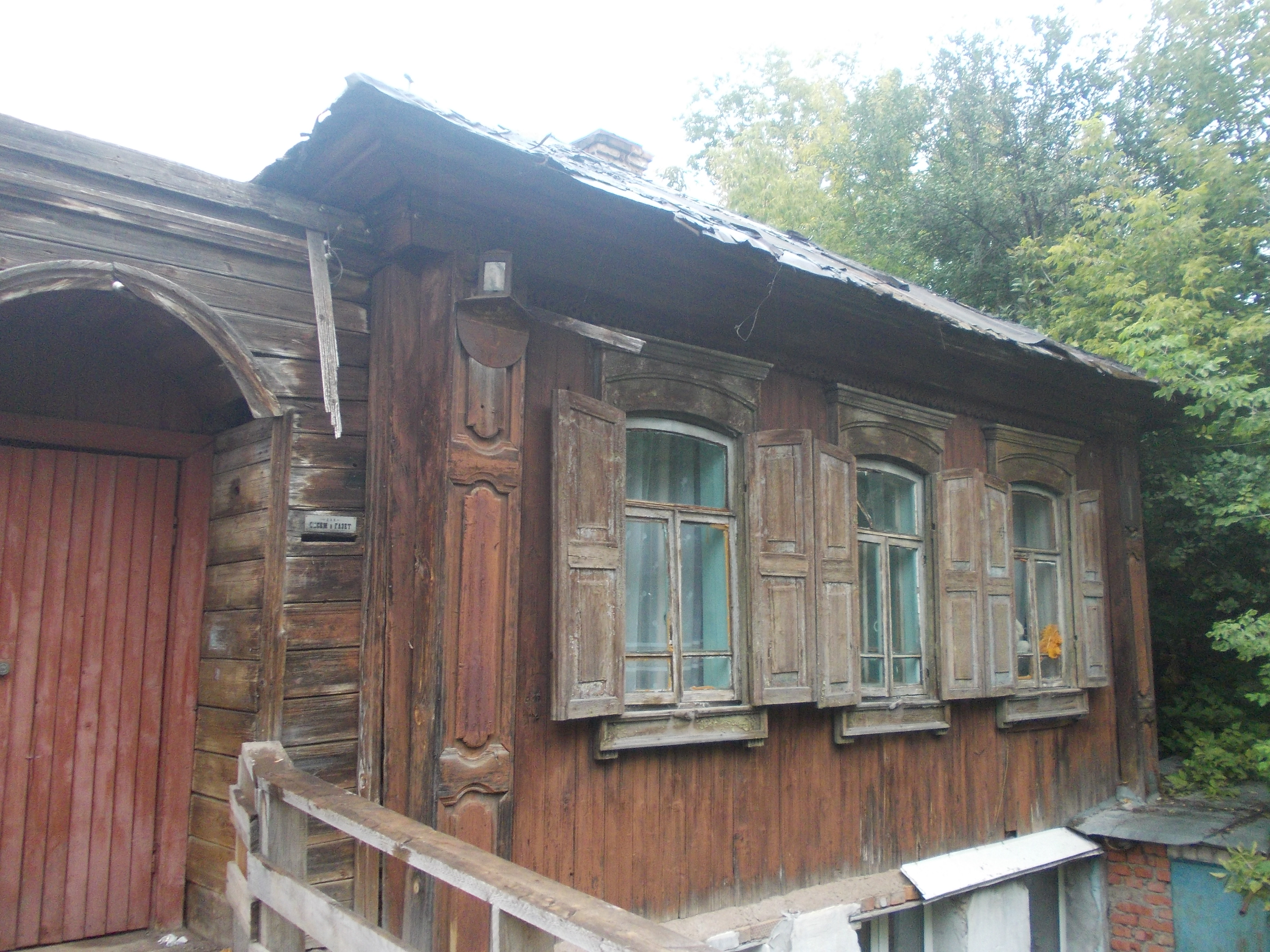
Casa núm. 1 del carrer Gogol d'Ufa

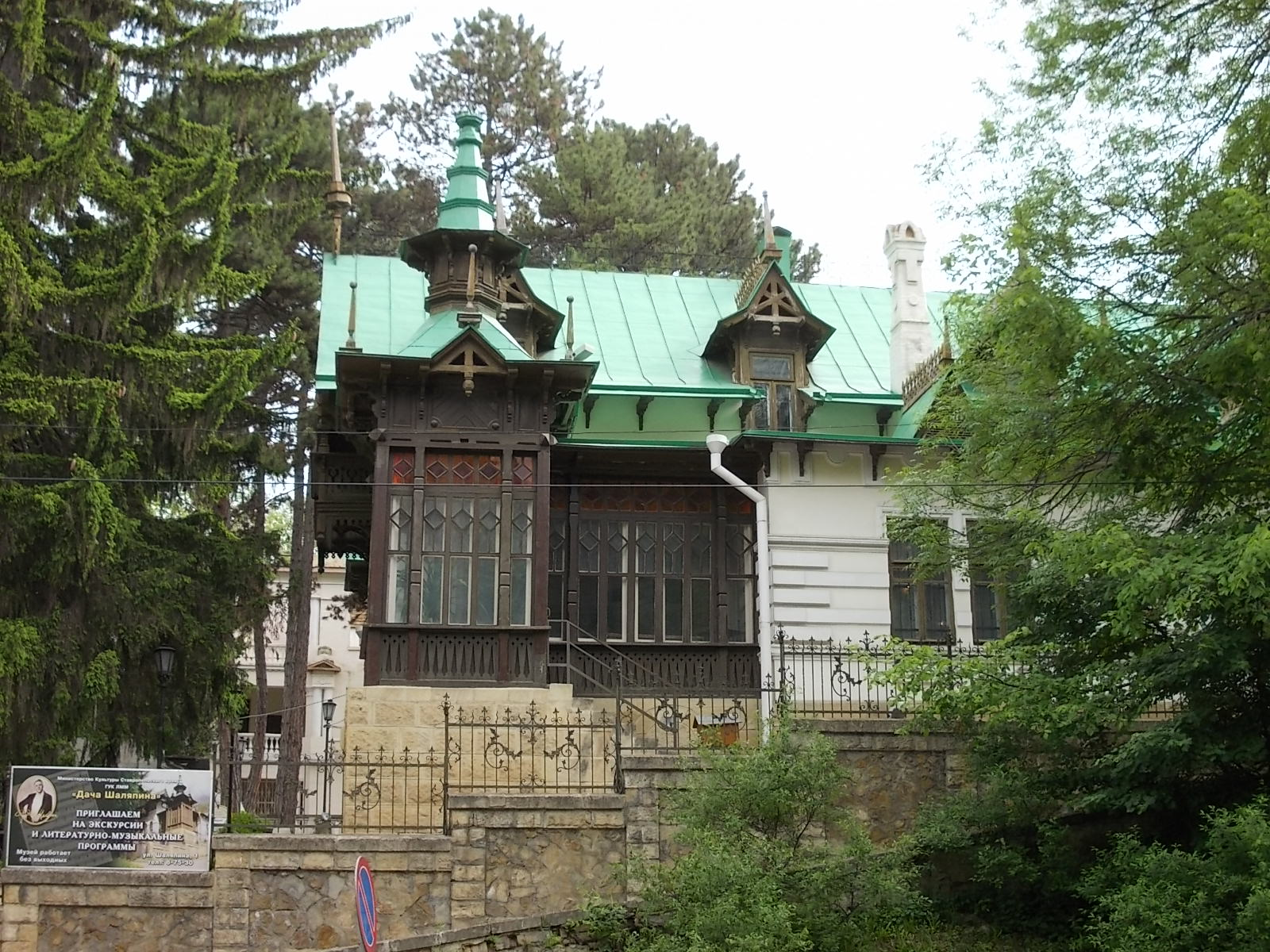
Casa rural de Chaliapin a Kislovodsk

- 1873, 1874 - ala de la casa de P. D. Lisitsin, al carrer Pushkin 10 (enderrocada);[35]
- 1875 - Assentament de tela;
- 1876 - Novo-Tatarskaya Sloboda;
- 1878 - casa de T.K. Grigoriev, Ametievo;
- 1879-1881 - casa de P. D. Lisitsin, carrer Pushkin, 10;
- 1881 - Casa de I. S. Klychev, carrer Nekrasova, 27 (enderrocada);
- 1881-1882 - casa de Z. B. Usmanov, Tatarskaya Sloboda, carrer Moskovskaya, 64 (demolida, pati conservat);
- 1882-1885 - casa de V.N Pikulina, Sukonnaya Sloboda, carrer Tikhomirnova, 5 (demolida).

A Ufa

- 1890 - Carrer Pavlunovsky, 6 (enderrocat el 25 de novembre de 1986;[36][37][38]
- 1890-1891 - Carrer Gogol, 1[39][40] - des de 2020, un lloc patrimoni cultural d'importància regional "La casa on va viure el cantant rus F.I. Chaliapin". Inclòs en el projecte de planificació de blocs per a la demolició i construcció.[41]

A Crimea

- 1908 - "Colònia datxa" de L. Andreev i F. I. Shalyapin a Kapsikhor[42] (àrea dels carrers moderns Shkolnaya i Txékhov)

A Sant Petersburg

- 1894-1895 - hotel "Palais Royal" - carrer Pushkinskaya, 20;
- 1899 - carrer Kolokolnaya, 5;
- 1901 - finals de 1911 - habitacions moblades de O. N. Mukhina, carrer Bolshaya Morskaya, 16;
- 1909 - habitacions moblades a l'apartament dels Zhivotovsky, terraplè del canal Kryukov, 10;
- finals de 1911 - primavera de 1912 - edifici d'apartaments a Liteiny Prospekt, 45;
- estiu 1912 - tardor 1914 - Plaça Nikolskaya, 4, apt. 2;
- tardor 1914 - 22 de juny de 1922 - carrer Permskaya, 2, apt. 3. La pròpia casa de Chaliapin a Petrograd. La família Chaliapin ocupava el segon pis de la casa. L'abril de 1975 es va obrir el primer Museu Memorial de F.I Chaliapin. L'exposició del museu presenta un retrat original de Fiodor Chaliapin de Boris Kustodiev. El juny de 2022, el museu es va traslladar temporalment a Moscou, al Museu Nacional de la Música.[43]

A Moscou

Chaliapin va arribar per primera vegada a Moscou a principis d'estiu de 1894, quan a l'oficina de teatre d'E. N. Rassokhina (Georgievsky Lane, 1) va signar un contracte per a representacions a Sant Petersburg i Kazan. Fins al 1899, Chaliapin va viure a l'ala de la casa número 36 del carrer Dolgorukovskaya (no conservada), després a la casa número 9 del carrer Bolshoy Chernyshevsky. Aproximadament un any més tard, es va traslladar a la casa número 24 a Leontyevsky Lane, després de la qual cosa el 1904 es va instal·lar a 3rd Zachatievsky Lane, a la casa número 3. Aquí, poc després del trasllat, el seu fill Boris va néixer a la seva família, i l'any següent van néixer els bessons Fiodor i Tatiana. Aquesta casa va estar en mal estat fins que l'any 2016 que va començar la seva restauració activa, després de les vistes judicials. La següent adreça de Chaliapin a Moscou va ser una mansió al bulevard Novinsky, on avui es troba la seva casa-museu.
A Plios

Article principal: Datxa de F. I. Chaliapin a Plyos a la Viquipèdia russa.

Monument a F.I. Chaliapin a Plyos

L'any 1910, Chaliapin va arribar per primera vegada a Plyos, cosa que li va agradar tant que als seus voltants va comprar l'erm de Khmelnitsa al costat de la finca de S. A. Shulepnikov "Uteshnoe". El disseny de la datxa, adequat per acollir 15 persones, inclosos membres de la família, convidats i criats, va ser desenvolupat per l'arquitecte V.S Kuznetsov, amb qui Chaliapin va visitar Plyos el 1912. La construcció es va completar el 1914, però Chaliapin no va poder utilitzar la datxa a causa de l'esclat de la Primera Guerra Mundial. L'any 1918, la casa rural va ser ocupada per una comuna rural, i el 1921 es va utilitzar per allotjar nens famolencs de la regió del Volga. L'agost de 1922, la datxa de Chaliapin va ser presentada per a la municipalització pel Seredsky PEC, però la municipalització d'aquesta datxa no va ser aprovada pel departament principal de serveis públics. El 1923, la datxa es va ampliar amb edificis addicionals i es va utilitzar com a casa de vacances.

## Memòria
Rússia
Museus

- Casa-Museu de F. I. Chaliapin, filial del Museu del Teatre, Sant Petersburg.
- Museu-finca de F. I. Chaliapin a Moscou com a part del Museu Nacional de Música de Rússia.
- Casa-Museu Chaliapin a Kislovodsk.
- Museu de A. M. Gorki i F. I. Chaliapin a Kazan.
- Museu de F.I Chaliapin a Nizhny Novgorod.
- Branca d'Ufa del Centre Interregional Shalyapin a Ufa[50][51]. Un museu de la música amb una exposició dedicada a F.I Chaliapin s'obrirà a la casa de la finca Solovyov, però no a la casa on vivia a Ufa, que es va incloure en el projecte d'urbanització per a la demolició i la construcció.[50][51][52]

## Monuments
- El 1967, es va descobrir una placa commemorativa a l'edifici de l'Assemblea de la Noblesa a Ufa.[53]
- El 31 d'octubre de 1986 va tenir lloc l'obertura de la làpida.[54]
- El 29 d'agost de 1999 es va erigir un monument a Kazan.
- L'any 2003 es va erigir un monument a Moscou.
- L'any 2007 es va obrir a Ufa un conjunt commemoratiu amb una escultura.
- L'agost de 2014, el monument es va erigir a Kirov.[55]
- El setembre de 2020, es va inaugurar un monument a Plyos.[56]
- El setembre de 2022 es va col·locar una primera pedra per a la instal·lació del monument a Sant Petersburg.[57]

## Altres
- El 1973, a l'URSS, el turbohélice va rebre el nom de Chaliapin (desmantellat després de 2005).
- El 8 de febrer de 1982 es va inaugurar a Kazan el primer festival internacional d'òpera que portava el seu nom.[58]
- Des de 1991, el festival internacional d'òpera "Chaliapin Evenings in Ufa" se celebra a Ufa.[59][60]
- A partir del 2013, 17 carrers, dos carrerons i un poble de la regió d'Ivanovo porten el nom de Chaliapin.[61]
- A la pàtria dels seus pares, al poble de Vozhgaly, una escola d'art infantil porta el nom de F.I Chaliapin, sobre la base de la qual se celebren regularment les vetllades de Chaliapin. El mateix Fyodor Ivanovich va venir a Vozhgaly per visitar el seu pare malalt i va donar diners per a la construcció de la Casa del Poble al poble.
- Un motor fluvial de quatre pisos del Projecte 92-016 (no en funcionament des del 2013) porta el nom de Chaliapin.
- El 8 de març de 2023, el Saló de Música de Sant Petersburg va ser rebatejat com a Teatre Musical Chaliapin.[62]

Kazakhstan

- Carrer Shalyapin a Almati.
- Carrer Shalyapin a la ciutat de Rudny (regió de Kustanay).

Ucraïna

- Carrer Shalyapin a Kharkov.

EUA

- L'estrella de Fyodor Chaliapin al Passeig de la Fama de Hollywood per la seva contribució a la indústria discogràfica.

Gran Bretanya

Incorporat al Saló de la Fama de la revista Gramophone.

## Encarnacions cinematogràfiques
- Nikolay Okhlopkov «Яков Свердлов» ("Yakov Sverdlov", 1940)
- Alexander Ognivtsev «Римский-Корсаков» (Rimsky-Korsakov, 1953)
- Victor Stepanov «Под знаком Скорпиона» ("Sota el signe de l'escorpí", 1996)
- Alexander Blok ("El servei secret de la seva majestat", 2006)
- Alexander Klyukvin «Секретная служба Его Величества» ("Peter Leshchenko. Tot el que va passar...", 2013)
- Ildar Abdrazakov «Пётр Лещенко. Всё, что было…» ("Yolki 1914", 2014)
- Alexander Bobrovsky «Ёлки 1914» ("Orlova i Alexandrov", 2014)
- El 2002, es va estrenar un llargmetratge basat en les memòries de F. Chaliapin «Маска и душа» "Màscara i ànima". El text de l'autor va ser llegit per Vladimir Simonov.
- Ildar Abdrazakov (sèrie de televisió «Карамора» "Karamora", 2022)
- Alexander Gorbatov (sèrie de televisió «Шаляпин» "Chaliapin", 2023)[64]

## Galeria Xaliapin

"
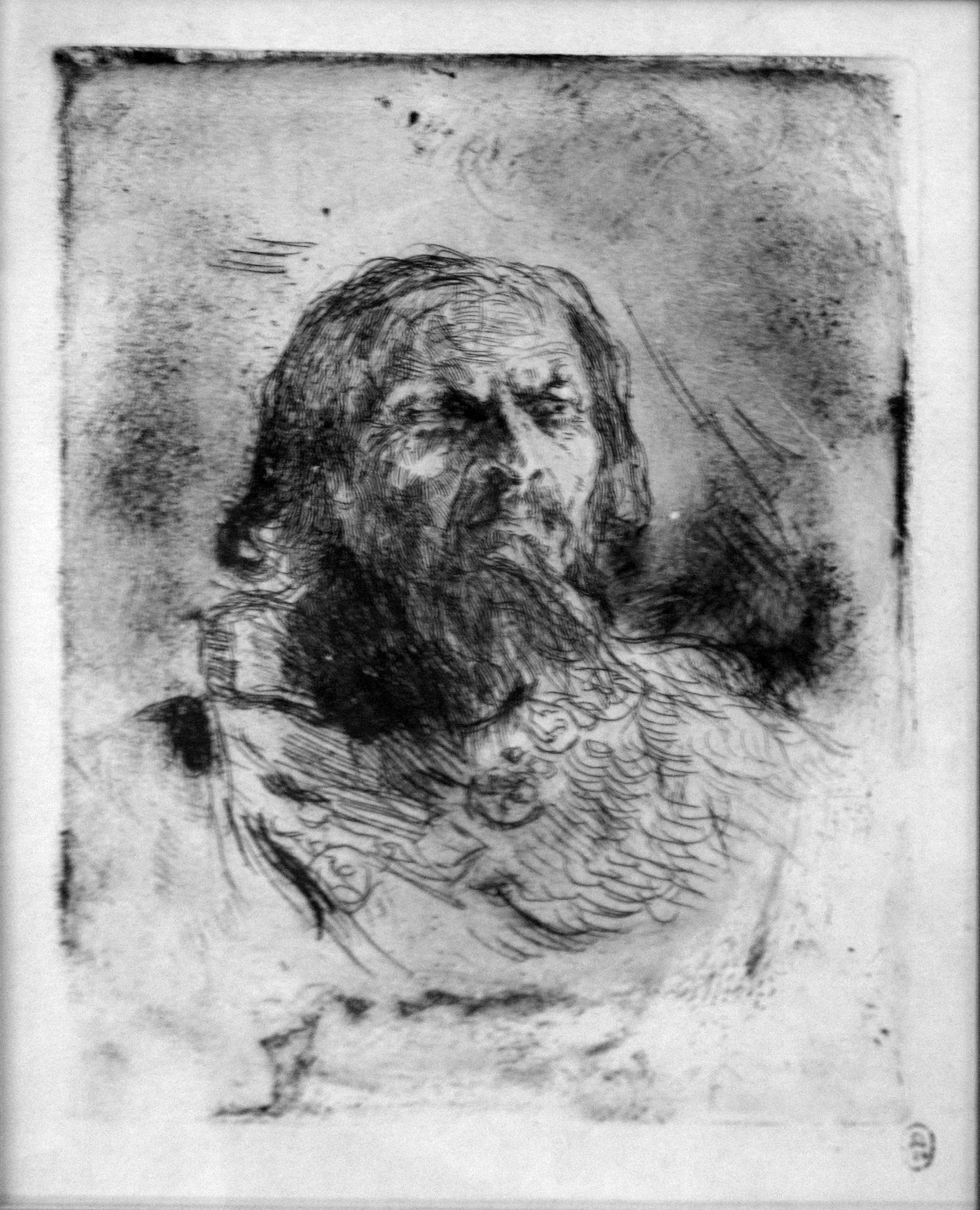
V. A. Serov. F. I. Chaliapin com a Ivan el Terrible, 1897
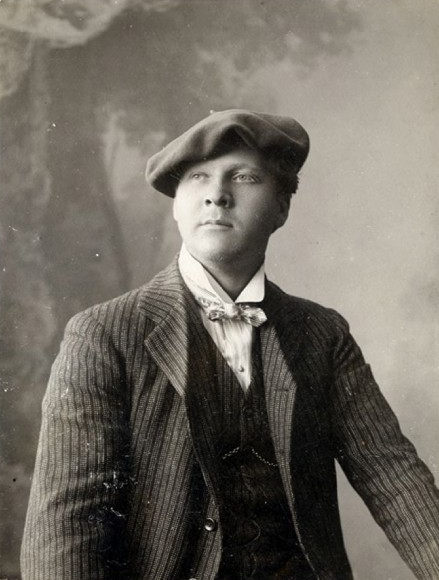
F. I. Chaliapin a la dècada de 1890
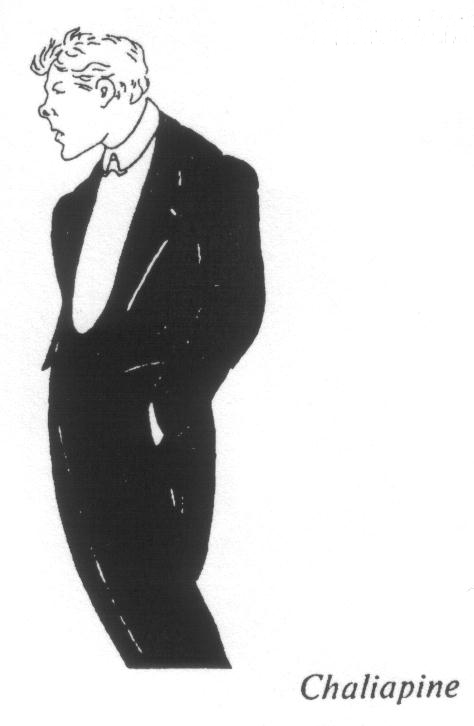
F. I. Chaliapin el 1903
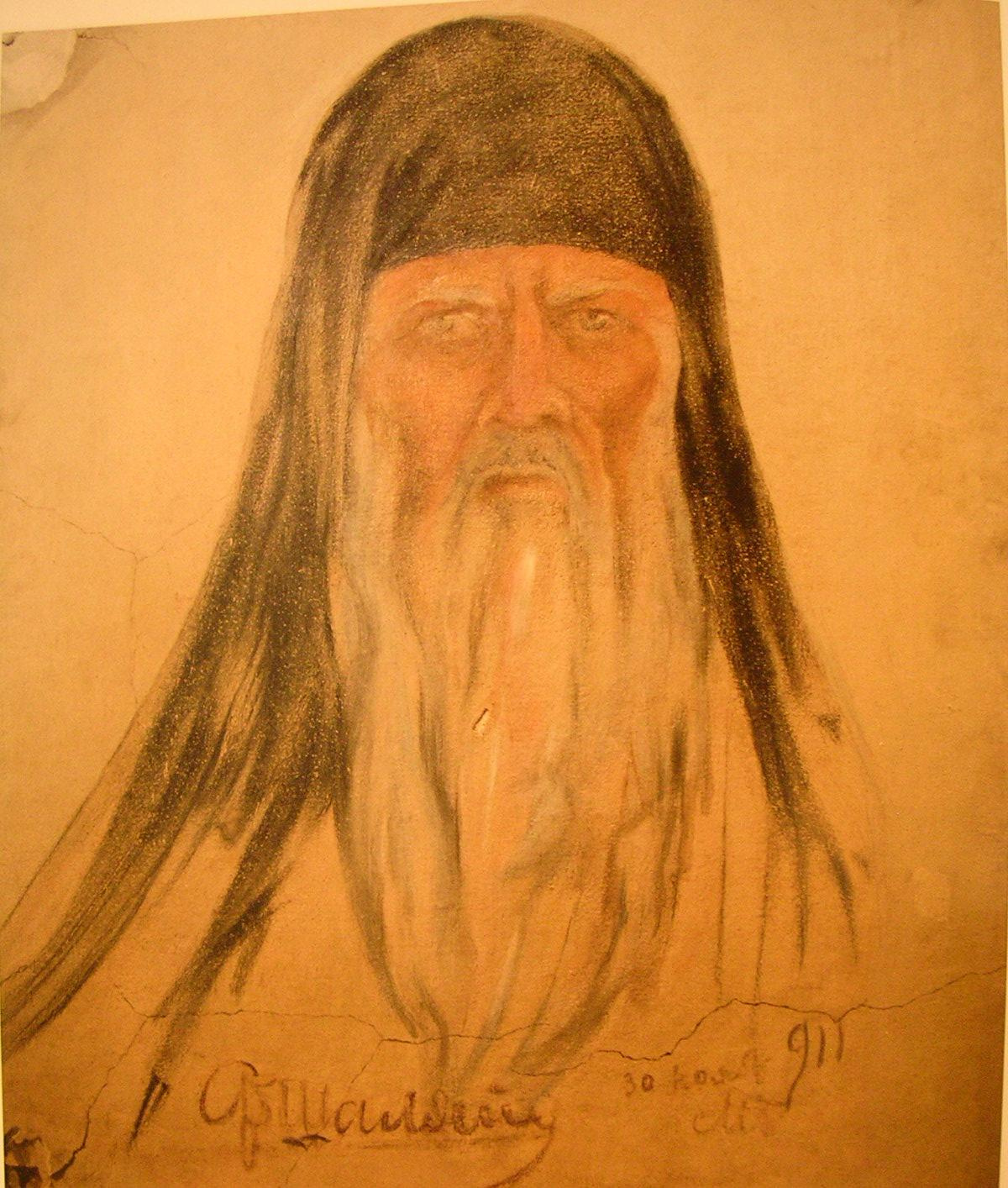
Autoretrat en el paper de Dosifey ("Khovanshchina"), realitzat per F. I. Chaliapin a la paret del seu vestidor al teatre Mariinsky, 1911
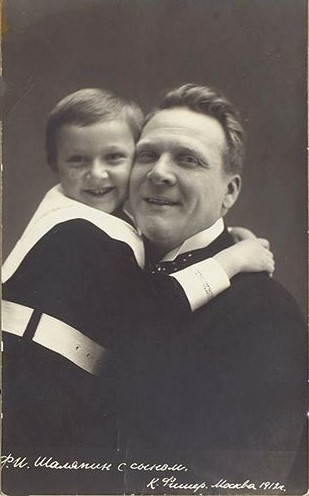
Amb el seu fill Boris, foto de Lev Leonidov, 1911
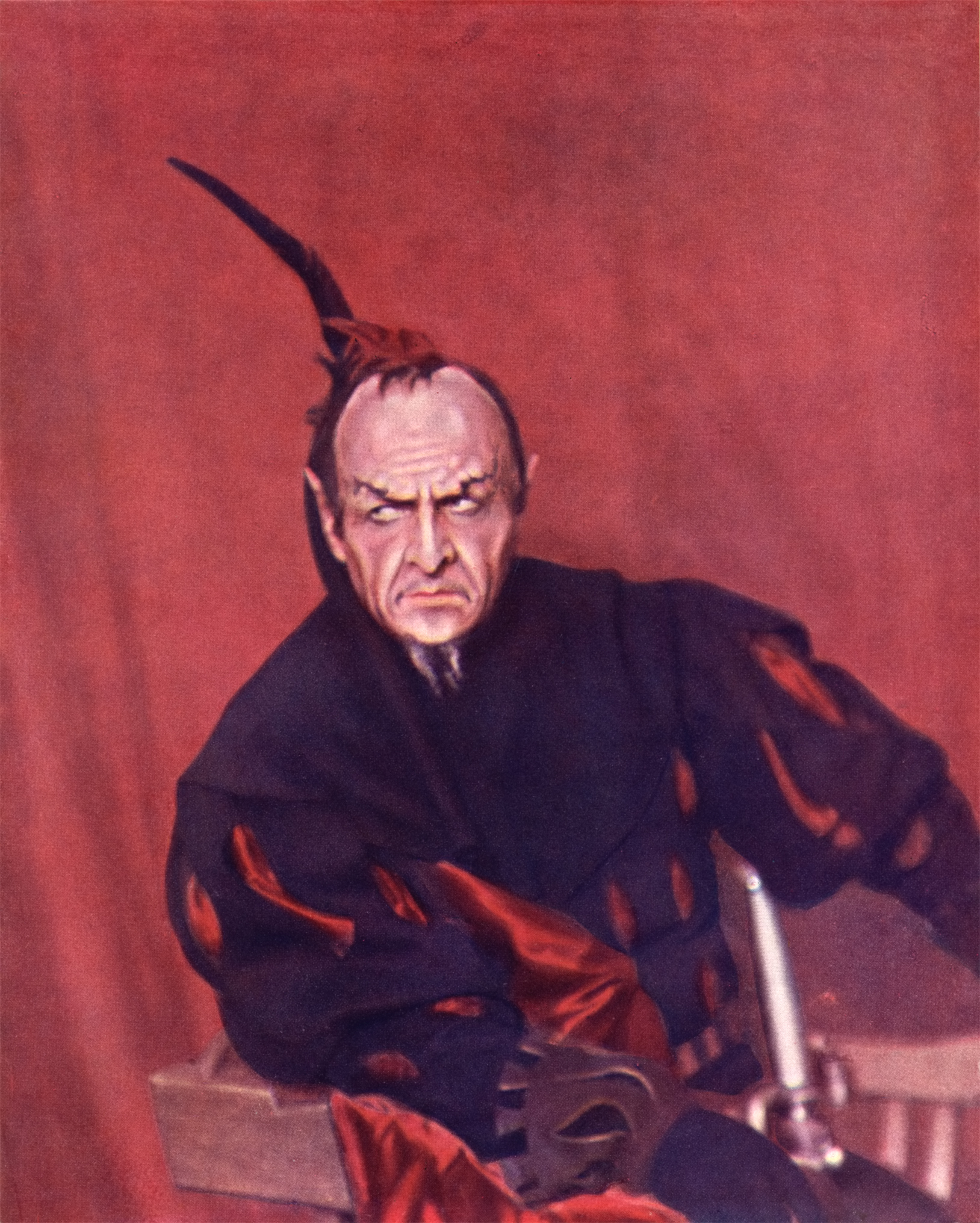
Chaliapin com Mephistopheles, foto original en color de Prokudin-Gorsky, 1915
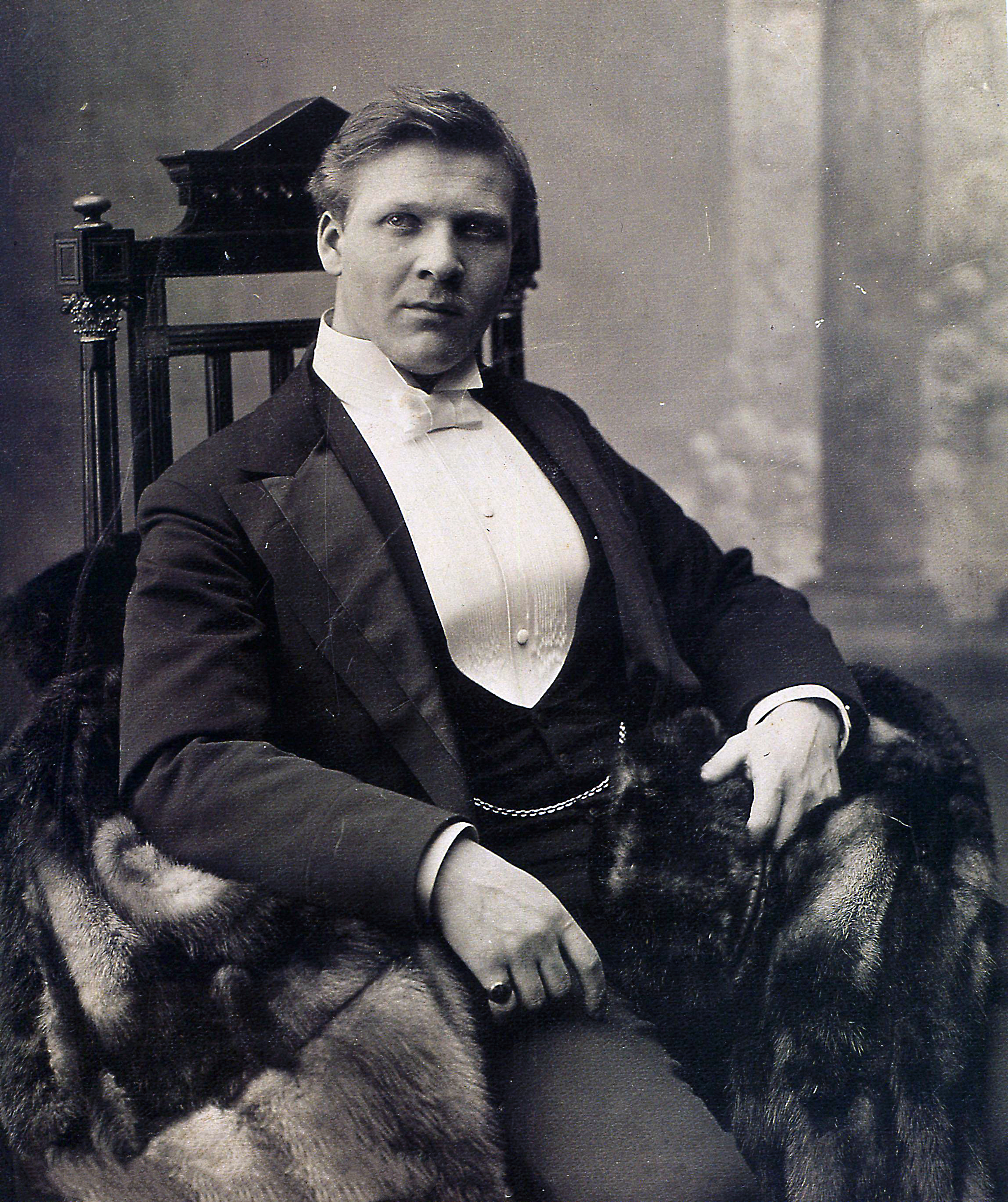
Chaliapin a Nizhny Novgorod, 1896
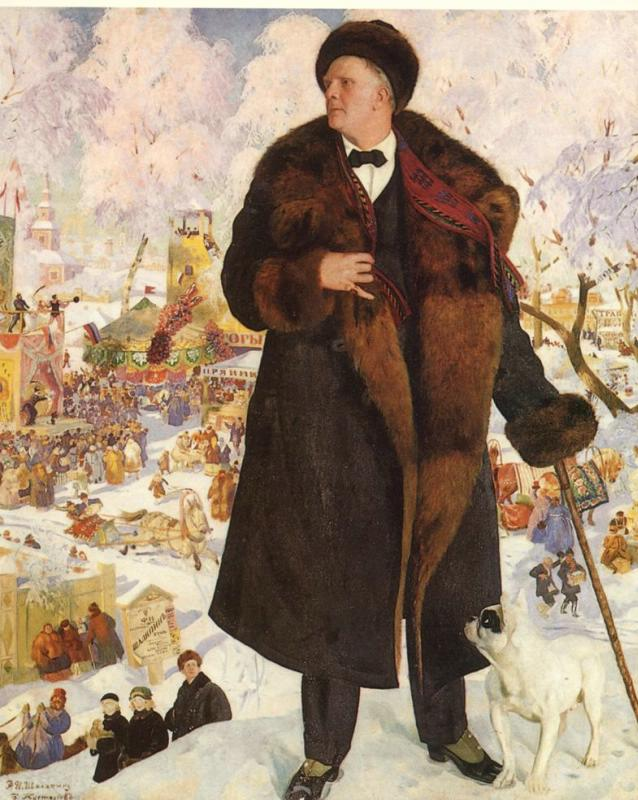
B. M. Kustodiev. Retrat de F. I. Chaliapin, 1921. Casa-Museu de F. I. Chaliapin a Sant Petersburg
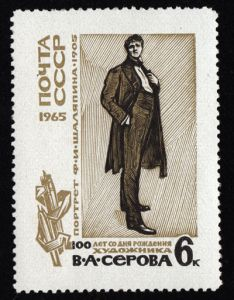
Retrat de F. I. Chaliapin en un segell postal de l'URSS dedicat al 100è aniversari del naixement de V. A. Serov, 1965
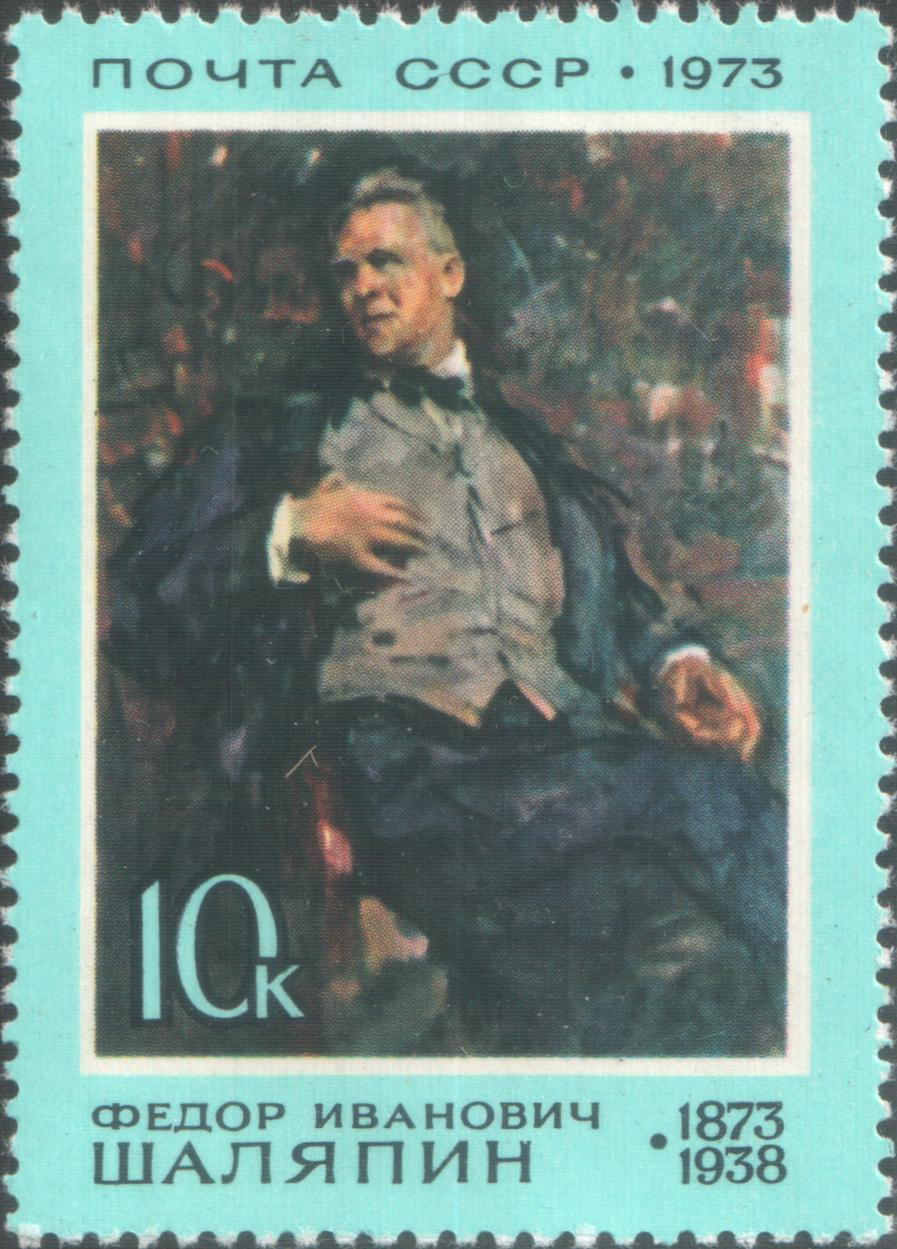
Segell postal de l'URSS, 1973.
Moneda del Banc de Rússia 1993
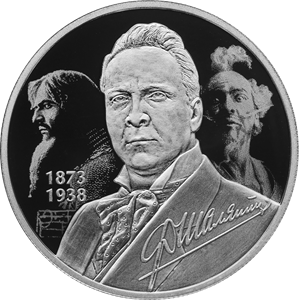
Moneda del Banc de Rússia 2023
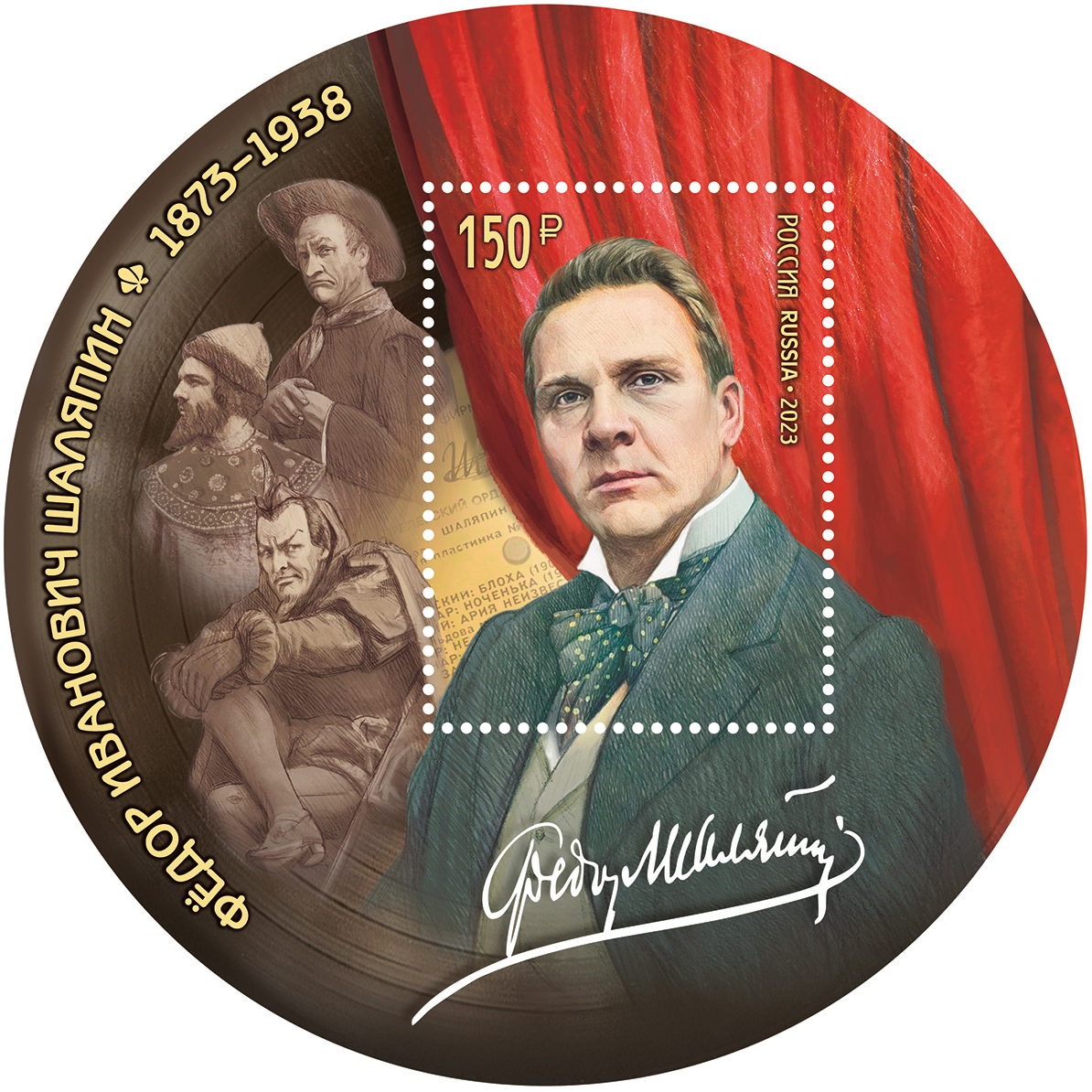
Segell de correu rus, 2023

## Comentaris
Altres dates de naixement i mort trobades en algunes fonts són errònies.

## Literatura
- Andreev L. N. F. jo. Chaliapin // Assajos i fulletons. "M." : Ficció, 1996. — Vol. 6. - 720 s. — (Col·lecció d'obres : en 6 volums).
- Berlín V. D. Home immortal amb diferents cançons: Fiódor Ivanovich Chaliapin i Kharkovchane. - Kharkov: Ranok, 2001. - 127 s.
- Dmitrievskaya E. R., Dmitrievski V. N. Chaliapin a Moscou. — M.: Moskovskiy rabochiy, 1986.
- Dmitrievski V. N. Chaliapin. - M.: Molodaya Gvardiya, 2014. - 543[1] s. — (Vida de gent notable: ser. biogr.; número. 1448). - 5000 exemplars. — ISBN 978-5-253-03667-3.
- Kotlyarov Yu., Garmash V. Crònica de vida i obra de F. jo. Chaliapin. En 2 llibres. - L.: Música, 1985. - 15 000 exemplars.
- Menys A. L. Històries sobre Chaliapin. - M.: Sovetskaya Rossiya, 1973. - 174 s.
- Moshentseva P. N. La primera esposa de Chaliapin // Secrets de l'Hospital del Kremlin, o Com van morir els líders. - M.: "Algoritme", 2012. - 256 p. — (Sensacions històriques). - 3000 exemplars. — ISBN 978-5-699-49104-9.
- Ossovski A. V. F. jo. Chaliapin // Articles de crítica musical (1894-1912). - L.: Música, 1971. - S. 174—177.
- Cantants domèstics. 1750-1917: Diccionari / Pruzhansky A. M. —Ed. 2n ispr. i afegir. - M., 2008.
- Petelin V. V. L'ascens, o vida de Chaliapin (1894-1902). - M.: Tsentrpoligraf, 2004. - 647 s. — ISBN 5-9524-1336-6.
- Boris Vasilievich Sadyrin. Viatski Chaliapin. — Kirov: regió de Kirov. impremta, 1998. - 223 p. — ISBN 5-88186-186-8.
- Fiódor Ivànovitx Chaliapin. Àlbum-catàleg dels fons de GCTM ells. A. A. Bakhrushina / S.V. Semikolenova. — M.: GCTM ells. A.A. Bakrushina, 2012. - 408 s. — (Sèrie Bakhrushinskaya). - 1000 exemplars. — ISBN 978-5-901977-56-9.
- Chijova I. B. Primer amor F. jo. Shalyapina: (sobre llegendes familiars) // Sons desapareguts des de fa temps / M.: Exmo; SPb.: Midgard, 2006. — P. 354—365.
- Chalyapin, Fedor Ivanovich // Diccionari enciclopèdic de Brockhaus i Efron : en 86 volums. (82 vols. i 4 addicionals). - SPb., 1890-1907.
- Chaliapin, Lídia. A través dels ulls d'una filla: una memòria. — Nova York: Vol. Txernov-Chaliapin, I. Darsky, 1997. — ISBN 9780965513104.
- "Aquest geni és Fiodor Chaliapin. Memòries i articles», GCMMC ells. M. jo. Glinki, casa-museu F. jo. Chalyapin, escola de piano "Klavir". - M., 1995.
- Yankovsky M. Oh! Chaliapin i la cultura operística russa. —L.; M.: Art, 1947.